# Maja Smoltczyk
Maja Smoltczyk (* 1960er in Berlin) ist eine deutsche Verwaltungsjuristin. Von 2016 bis 2021 war sie die Berliner Beauftragte für Datenschutz und Informationsfreiheit.

## Leben
Maja Smoltczyk ist eine Tochter des Bauingenieurs Ulrich Smoltczyk. Sie verbrachte ihre Kindheit und Jugend in Hamburg und Böblingen und legte ebenda ihr Abitur ab. Danach nahm sie an einem freiwilligen Friedensdienst mit der Aktion Sühnezeichen Friedensdienste in Amsterdam teil. Später studierte sie Rechtswissenschaften in Bielefeld und Frankfurt am Main. Ihr Rechtsreferendariat machte sie im Bereich Frankfurt am Main und im Europäischen Parlament in Brüssel. Im Europäischen Parlament war sie nach dem Studium zudem ein Jahr wissenschaftliche Mitarbeiterin.
Ende 1992 trat sie in den Öffentlichen Dienst des Landes Berlin ein. Sie arbeitete in der Senatsverwaltung für Inneres im Bereich Beamten- und Polizeirecht und in der Senatsverwaltung für Wirtschaft und Technologie im Referat für Europapolitik. Anschließend war sie von 1994 bis Januar 2016 im Plenar- und Ausschussdienst des Abgeordnetenhauses von Berlin tätig, ab 2004 als Leiterin.
Am 28. Januar 2016 wurde sie vom Abgeordnetenhaus auf Vorschlag der Koalition aus SPD und CDU für fünf Jahre zur Berliner Beauftragten für Datenschutz und Informationsfreiheit gewählt. Anschließend wurde sie vom Präsidenten des Abgeordnetenhauses Ralf Wieland ernannt. Sie folgte auf Alexander Dix, welcher aus Altersgründen ausschied.
Sie war ab 2016 Vorsitzende der Internationalen Arbeitsgruppe zum Datenschutz in der Telekommunikation (sog. Berlin Group). Am 24. März 2021 übergab sie den Vorsitz an den Bundesbeauftragten für den Datenschutz und die Informationsfreiheit Ulrich Kelber.
Mit Ablauf des 27. Oktobers 2021 endete die Amtszeit von Smoltczyk als Berliner Beauftragte für Datenschutz und Informationsfreiheit. Sie stellte sich für eine Wiederwahl nicht zur Verfügung. Seitdem lebt sie als freischaffende Bildhauerin in Berlin, bereits vorher, seit ihrem Umzug nach Berlin, war sie dies nebenberuflich.

## Veröffentlichungen
- mit Dieter Biewald: Maja Smoltczyk – Bildhauerin, Berlin 2014, ISBN 9783944836065.
- mit Kerstin Beyermann: Herzflattern – junge Kunst der 1990er Jahre in Berlin: Malerei und Skulpturen der Artothek der Sozialen Künstlerförderung im Abgeordnetenhaus von Berlin, Berlin 2013.